# 山梨 (小惑星)
山梨（やまなし、5473 Yamanashi）とは、小惑星帯にある小惑星である。
山梨県の八ヶ岳南麓天文台で串田嘉男と村松修が発見した。
八ヶ岳南麓天文台のある山梨県から名付けられた。